# تاكيتشي نيشي
تاكيتشي نيشي (باليابانية: 西 竹一) ، من مواليد 12 يوليو 1902 ، وقتل بتاريخ 22 مارس سنة 1945م، وهو لاعب الفروسية الياباني وحاصل على ذهبية دورة الألعاب الأولمبية التي أستضافته مدينة لوس أنجلوس الأمريكية سنة 1932م، قتل تاكيتشي في معركة ايو جيما سنة 1945م.

## وصلات خارجية
- تاكيتشي نيشي على موقع الاتحاد الدولي للفروسية (الإنجليزية)
- تاكيتشي نيشي على موقع FEI (رابط بديل) (الإنجليزية)
- تاكيتشي نيشي على موقع اللجنة الأولمبية الدولية (الإنجليزية)
- تاكيتشي نيشي على موقع أوليمبيديا (الإنجليزية)

- Baron Nishi: 1932 Olympic Gold Medalist for Japan بي دي إف  (251 KB), Amateur Athletic Foundation of Los Angeles
- Takeichi Nishi stats at DatabaseOlympics